# Charles-Joseph Mayer
Charles-Joseph Mayer, né le 2 janvier 1751 à Toulon et mort avant mai 1802, est un homme de lettres français.

## Biographie
En 1776, Mayer épouse Magdeleine Alabe à Marseille. L'acte de mariage nous apprend qu'il est domicilié à Paris depuis deux ans.
Monté de bonne heure à Paris, Mayer s’y est fait connaitre par quelques pièces de théâtre. il a ensuite écrit des romans et des compilations historiques. Écuyer prenant quelquefois le titre de « pensionnaire du comte de Vergennes », il a d’abord collaboré au Mercure de France, avant de rejoindre le marquis de Paulmy, le comte de Tressan et Legrand d'Aussy à la collection littéraire de la Bibliothèque universelle des romans, de 1775 à 1789.
Il s’est beaucoup occupé de réformes grammaticales et faisait partie d’une réunion particulière connue de ses membres sous le nom d’École des Philosophes penséormites.
Il a également publié des poésies dans l’Almanach des Muses. Il a édité les Œuvres politiques du comte Hertzberg précédées d'une Notice sur sa personne et sur les emplois qu'il a successivement remplis.
Sa plus importante compilation historique est Des États généraux et autres assemblées nationales. Sa Galerie philosophique du XVIe siècle contient de nombreux documents tirés des manuscrits de Dupuy, de Béthune, déposés à la Bibliothèque nationale et qui n’ont pu être réimprimés. Le 3e volume de ce recueil a été signalé comme très rare par le Bibliophile Jacob en 1839:684.

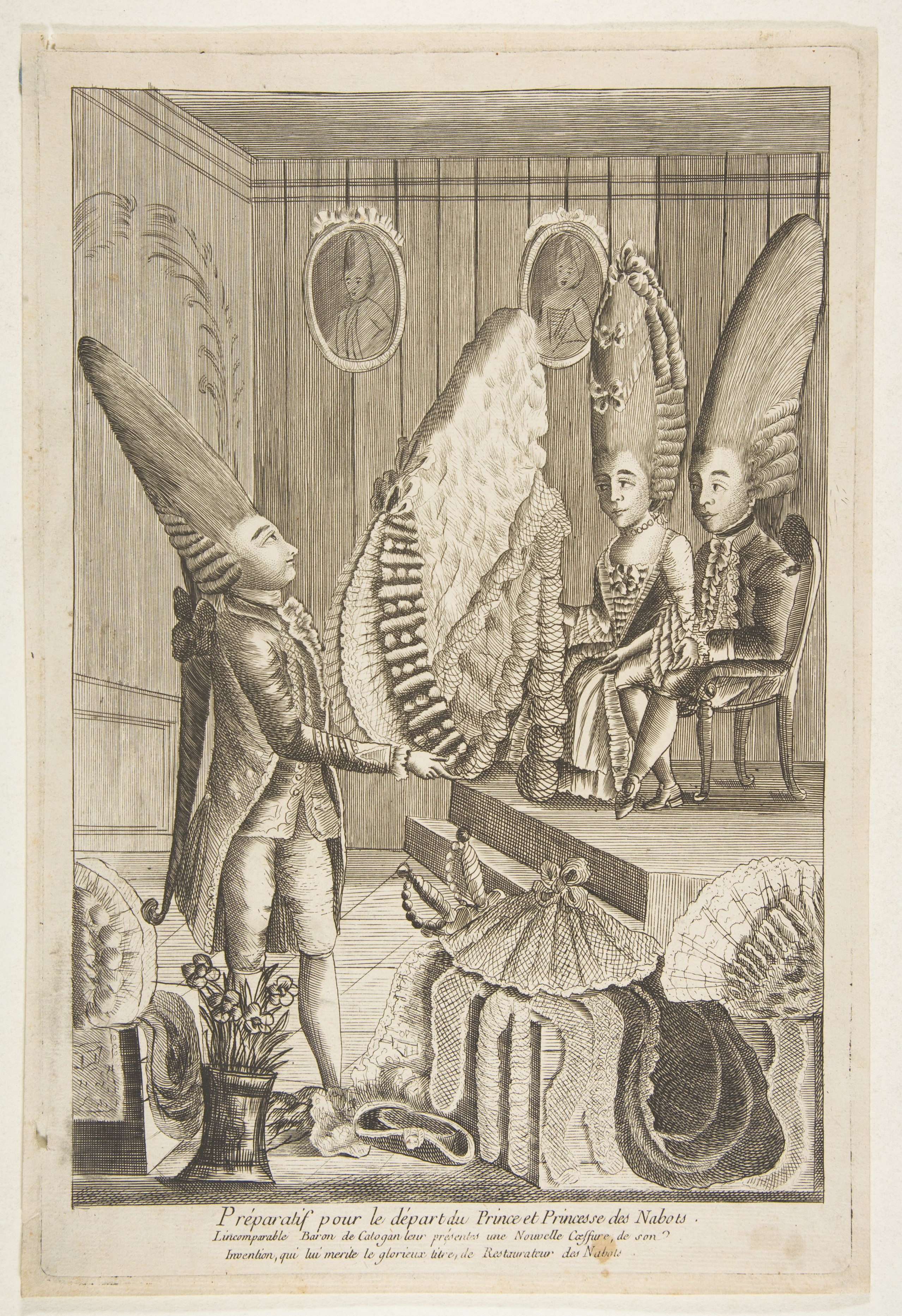
Louis-Sébastien Berthet, Préparatif pour le départ du Prince et Princesse des Nabots, eau-forte tirée Cabinet des fées (Metropolitan Museum of Art).

Son grand œuvre littéraire est l’édition indépendante du recueil de contes et d’histoires de fées intitulé le Cabinet des Fées et autres contes merveilleux en 41 volumes. Le volume 37 contient une introduction sur l'origine du genre, une biographie des 101 auteurs intéressante sur le plan de l’histoire littéraire, ainsi qu’une présentation de sa personne.